# Junewangia martinii
Junewangia martinii är en svampart som först beskrevs av J.L. Crane & Dumont, och fick sitt nu gällande namn av W.A. Baker & Morgan-Jones 2002. Junewangia martinii ingår i släktet Junewangia, divisionen sporsäcksvampar och riket svampar.   Inga underarter finns listade i Catalogue of Life.